# Luca Waldschmidt
Gian-Luca Waldschmidt (Siegen, 1996. május 19. –) német válogatott labdarúgó, az 1. FC Köln játékosa.

## Statisztika
2019. október 23. szerint.
| Klub                   | Szezon   | Bajnokság | Bajnokság | Kupa  | Kupa | Nemzetközi | Nemzetközi | Összesen | Összesen |
| Klub                   | Szezon   | Mérk.     | Gól       | Mérk. | Gól  | Mérk.      | Gól        | Mérk.    | Gól      |
| ---------------------- | -------- | --------- | --------- | ----- | ---- | ---------- | ---------- | -------- | -------- |
| Eintracht Frankfurt II | 2013-14  | 2         | 1         | 0     | 0    | -          | -          | 2        | 1        |
| Eintracht Frankfurt II | Összesen | 2         | 1         | 0     | 0    | 0          | 0          | 2        | 1        |
| Eintracht Frankfurt    | 2013-14  | 0         | 0         | 0     | 0    | -          | -          | 9        | 0        |
| Eintracht Frankfurt    | 2014-15  | 3         | 0         | 0     | 0    | -          | -          | 3        | 0        |
| Eintracht Frankfurt    | 2015-16  | 12        | 0         | 2     | 0    | -          | -          | 14       | 0        |
| Eintracht Frankfurt    | Összesen | 15        | 0         | 2     | 1    | 0          | 0          | 17       | 1        |
| Hamburger SV           | 2016-17  | 14        | 1         | 2     | 1    | -          | -          | 16       | 2        |
| Hamburger SV           | 2017-18  | 21        | 1         | 1     | 0    | -          | -          | 22       | 1        |
| Hamburger SV           | Összesen | 35        | 2         | 3     | 1    | 0          | 0          | 38       | 3        |
| SC Freiburg            | 2018-19  | 30        | 9         | 2     | 0    | -          | -          | 32       | 9        |
| SC Freiburg            | 2019-20  | 8         | 4         | 1     | 1    | -          | -          | 9        | 5        |
| SC Freiburg            | Összesen | 38        | 13        | 6     | 1    | 0          | 0          | 41       | 14       |
| Összesen               | Összesen | 90        | 16        | 11    | 3    | 0          | 0          | 101      | 19       |

### A válogatottban
| Németország | Németország | Németország |
| Év          | Mérk.       | Gólok       |
| ----------- | ----------- | ----------- |
| 2019        | 3           | 0           |
| 2020        | 4           | 2           |
| Összesen    | 7           | 2           |

### Góljai a német válogatottban
| #  | Dátum              | Ellenfél    | Eredmény | Kiírás              | Esemény |
| -- | ------------------ | ----------- | -------- | ------------------- | ------- |
| 1. | 2020. október 7.   | Törökország | 3 – 3    | Barátságos mérkőzés | 81'     |
| 2. | 2020. november 11. | Csehország  | 1 – 0    | Barátságos mérkőzés | 13'     |

## Sikerei díjai
- U21-es labdarúgó-Európa-bajnokság gólkirálya: 2019
- U21-es labdarúgó-Európa-bajnokság – Torna csapatának tagja: 2019